# Mary Ann Jackson
Pour les articles homonymes, voir Jackson.
Mary Ann Jackson, née le 14 janvier 1923 à Los Angeles et morte le 17 décembre 2003 à San Fernando, est une actrice américaine, en particulier en tant qu'enfant acteur.

## Biographie
Mary Ann Jackson est la fille cadette de Ephraim Jackson, un vendeur de voitures qui a travaillé ultérieurement pour un journal, et de Charlotte Lynch qui a travaillé brièvement dans le cinéma. Mary Ann a un frère et une sœur. Elle commence très jeune au cinéma en tant qu'enfant acteur. Sa sœur Peaches Jackson a également été actrice. Elle a participé à la série Les Petites Canailles

## Filmographie partielle
- 1931 : School's Out (en) de Robert F. McGowan
- 1931 : Les Bijoux volés (The Stolen Jools) de William C. McGann
- 1931 : La Pécheresse (Laughing Sinners) de Harry Beaumont
- 1931 : The Christmas Party (uk) de Charles Reisner